# Луїс Котлоу
Луїс Котлоу, Льюїс Котлоу, Льюіс Натаніель Котлоу (англ. Lewis Nathaniel Cotlow, Lewis N. Cotlow, *5 лютого 1898, Бруклін — 1987, Норт-Палм-Біч) — видатний дослідник за даними «Marquis Who's Who», письменник і режисер. Член Королівського географічного товариства Великої Британії.

## Життєпис
Народився в родині Натаніеля Котлоу та Лени (до шлюбу Грін) Котлоу.
Служив в армії США під час Першої світової війни. Потім став суперкаргом на Торгівельному флоті США.
У 1919—1921 роках здійснив подорожі до гавані Далекого Сходу, на Близький Схід.
Навчався в Нью-Йоркському університеті та Університеті Джорджа Вашингтона.
У 1930—1935 роках його подорожі допомогли зібрати лекційний матеріал.
Служив у американській військово-морській розвідці під час Другої світової війни.
З 1930-х по 1950-ті роки він здійснив для зйомок понад 30 експедицій, подорожував як етнограф-любитель до Африки, Південної Америки, Індонезії, Арктики, Амазонії, Австралії та Нової Гвінеї. Його перший різнокольоровий фільм був знятий в Африці та створений разом із людиною на ім'я Арманд Денніс (фотограф дикої природи).
18 грудня 1966 року одружився з Шарлоттою Фейт Месенхаймер (1918—1987).
За життя він був нагороджений медаллю Клубу першовідкривачів й Орденом Магелана і був членом Клубу першовідкривачів. Він також працював страховим брокером у м. Нью-Йорку.
Він залишив свої колекції Музею природної історії в м. Цинциннаті.

## Основні праці

### Книги
- Паспорт до пригод (1942)
- Амазонські мисливці за головами (1953)
- Занзабуку: Небезпечне сафарі (книга і фільм, 1956)
- У пошуках примітивного: життя незалежного дослідника з останніми екзотичними народами Африки, Арктика, Нова Гвінея (1966)
- Сутінки примітиву (1971)

### Фільми
- Через Африку без зброї (бл. 1937)
- Пригода Верхньої Амазонки та Високих Анд (1941)
- Блиск дикості (1949)
- Мисливці за головами в джунглях (1951)
- Занзабуку: Небезпечне сафарі (книга і фільм, 1956)
- Первісний рай (1961)
- Висока Арктика (фільм, 1963)

## Нагороди
- Золота медаль Клубу авантюристів (Нью-Йорк, 1937 р.)[4];
- Нагорода спеціального визнання Клубу дослідників (1975 р.)[4];
- Орден Магелана[en] (1977)[4]